# Liverpool Echo
Liverpool Echo è un quotidiano britannico fondato a Liverpool nel 1879. È l'unico quotidiano della città. Fino al 13 gennaio 2012, aveva un giornale mattutino gemello, il Liverpool Daily Post. Tra luglio e dicembre 2022, ha avuto una tiratura media giornaliera di 15.395 copie.

## Storia
L'Echo fu pubblicato nel 1879 come giornale gemello più economico del Liverpool Daily Post.